# Осадчий Олександр Петрович
Олександр Петрович Осадчий (29 травня 1907, Знам'янка — 2 травня 1981, Київ) — радянський льотчик, Герой Радянського Союзу (1945), в роки радянсько-німецької війни командир 11-ї гвардійської винищувальної авіаційної дивізії 2-го гвардійського штурмового авіаційного корпусу 2-ї повітряної армії 1-го Українського фронту, гвардії генерал-майор авіації.

## Біографія
Народився 29 травня 1907 року в місті Знам'янці (нині Кіровоградської області України) в сім'ї робітника. Українець. Член КПРС з 1940 року. Закінчив сім класів середньої школи. Працював електромонтером на залізничній станції Київ-2.
У 1929 році призваний до лав Червоної Армії. У 1931 році закінчив Борисоглібську військово-авіаційну школу льотчиків. Служив у Київському військовому окрузі командиром ескадрильї.
Брав участь у національно-революційній війні в Іспанії з січня по липень 1937 року. Літаючи на біплані І-15, командир 3-ї винищувальної ескадрильї О. П. Осадчий у повітряному бою на південь від Мадрида збив бомбардувальник Do-17. На початку березня 1937 року над Теруелем знищив два винищувачі He-51 в одному бою. В одному з останніх боїв над Уеска збив два винищувачі «Фіат» CR-32.
У боях радянсько-німецької війни з червня 1941 року. Воював на 1-му Українському фронті. До травня 1945 року  гвардії генерал-майор авіації О. П. Осадчий здійснив 39 бойових вильотів на розвідку і штурмівку живої сили і техніки противника, завдавши йому значних втрат.
Указом Президії Верховної Ради СРСР від 27 червня 1945 року за мужність і військову доблесть, проявлені в повітряних боях з німецько-фашистськими загарбниками гвардії генерал-майору авіації Олександру Петровичу Осадчому присвоєно звання Героя Радянського Союзу з врученням ордена Леніна і медалі «Золота Зірка» (№ 6598).

Могила Олександра Осадчого

Після закінчення  війни продовжував службу у Військово-повітряних силах. З 1949 року генерал-майор авіації О. П. Осадчий — в запасі. Жив у Києві. Помер 2 травня 1981 року. Похований у Києві на Лук'янівському військовому кладовищі.

## Нагороди
Нагороджений двома орденами Леніна, чотирма орденами Червоного Прапора, орденом Суворова 2-го ступеня, орденом Кутузова 2-го ступеня, орденом Вітчизняної війни 2-го ступеня, медалями.